# Totila d'oro
Totila d'oro è il nome ufficiale dell'onorificenze cittadina più prestigiosa conferite dal comune di Treviso. Al Totila d'oro si affianncano anche il “Sigillo della città”, la “Cittadinanza onoraria” e il “Riflettore donna”. Il nome del premio si riferisce a Totila re degli Ostrogoti, che nacque a Treviso intorno all'anno 516.

## Regolamento
La benemerenza civica fu approvata con la delibera del Consiglio comunale n. 43 del 17 maggio 1999.
L'articolo 2 precisa che sono degni dei riconoscimenti civici tutti coloro che :" con opere concrete nel campo delle scienze, delle lettere, delle arti, dell’industria, del lavoro, della scuola, dello sport, con iniziative di carattere sociale, assistenziale e filantropico, con particolare collaborazione alle attività della pubblica amministrazione, con atti di coraggio e di abnegazione civica, abbiano in qualsiasi modo giovato a Treviso."
L'articolo 4 afferma che il Totila d'oro consiste: "in una medaglia di mm. 70 con nel verso la figura di Totila inscritta nella dicitura circolare “Tarvisium Memor” e nel verso lo stemma del Comune di Treviso sullo sfondo di una torre a tre merli su campi incrociati, il tutto inscritto nella dicitura dantesca circolare “Dove Sile e Cagnan s’accompagna”.
L'articolo 5 si riferisce al "Sigillo della città" che può essere conferito solo ai cittadini trevigiani per nascita o adozione.
L'articolo 6 si riferisce alla cittadinanza onoraria che può essere conferita solo agli stranieri
L'articolo 7 specifica che: "il premio “Riflettore Donna” è assegnato annualmente, nella ricorrenza dell’8 marzo, ad una donna di norma residente in Treviso."
Il Totila d'oro viene conferito dal sindaco nel salone d'onore del Palazzo dei Trecento, il 27 aprile in occasione della ricorrenza annuale del patrono della città, San Liberale.